# باگنولی ایرپینو
باگنولی ایرپینو (به ایتالیایی: Bagnoli Irpino) یک کومونه در ایتالیا است که در استان آولینو واقع شده‌است.

## خصوصیات
باگنولی ایرپینو ۶۶٫۹۰ کیلومترمربع مساحت و ۳٬۳۰۶ نفر جمعیت دارد و ۶۵۴ متر بالاتر از سطح دریا واقع شده‌است.